# Hoya carmelae
Hoya carmelae är en oleanderväxtart som beskrevs av Kloppenb., S.Siar och Ferreras. Hoya carmelae ingår i släktet Hoya och familjen oleanderväxter. Inga underarter finns listade i Catalogue of Life.